# Châtel-Guyon
Châtel-Guyon ist eine französische Gemeinde mit 6.294 Einwohnern (Stand 1. Januar 2022) im Département Puy-de-Dôme in der Region Auvergne-Rhône-Alpes.

## Lage
Châtel-Guyon liegt oberhalb des westlichen Rands der Limagne etwa 23 Kilometer (Fahrtstrecke) nördlich von Clermont-Ferrand und etwa sechs Kilometer nordwestlich von Riom. Das Gemeindegebiet wird im Norden vom Flüsschen Chambaron durchquert, im Süden vom Sardon.

## Bevölkerungsentwicklung
| Jahr                       | 1968 | 1975 | 1982 | 1990 | 1999 | 2006 |
| Einwohner                  | 2982 | 3530 | 4386 | 4743 | 5241 | 6133 |
| Quellen: Cassini und INSEE |      |      |      |      |      |      |

Seit der Mitte des 20. Jahrhunderts ist eine stetige Zunahme der Bevölkerung des Orts festzustellen, welche hauptsächlich auf den Zuzug von Menschen aus Clermont-Ferrand zurückzuführen ist. Im Jahr 1973 wurde der kleine Weinort Saint-Hippolyte mit seinen etwa 650 Einwohnern eingemeindet. Aus dem alten Ortsnamen Châtelguyon wurde nunmehr Châtel-Guyon.

## Wirtschaft
In der Gegend wird – möglicherweise schon seit der Römerzeit – Weinanbau betrieben. Außerdem hat der Ort ein kleines Thermalbad mit etwa 20.000 Besuchern jährlich – eine entsprechende Infrastruktur (Hotels, Casino, Golf- und Tennisplätze etc.) ist vorhanden.

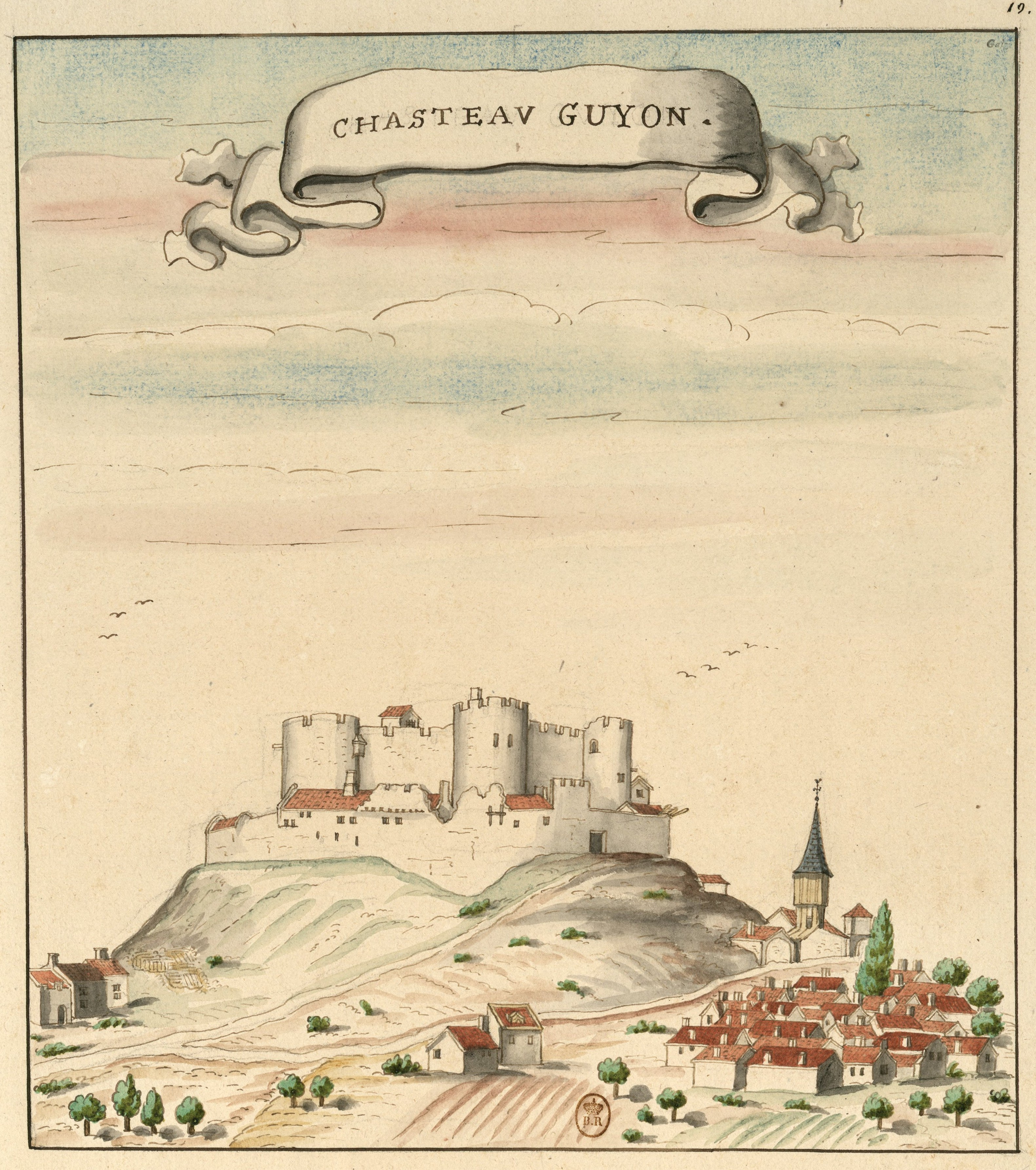
Zeichnung (15. Jh.) der mittelalterlichen Burg von Châtelguyon

## Geschichte
Der Name des Ortes ist zurückzuführen auf eine – im 19. Jahrhundert bis auf den letzten Stein abgetragene – mittelalterliche Burg, zu deren Füßen sich der Ort entwickelte. Die Burg wurde vom Grafen Guido II. († 1222) errichtet.

## Sehenswürdigkeiten
Die ehemalige Burg sowie das Priorat Saint-Coust, das vom Mutterkloster, der Abtei Mozac, gegründet wurde, lagen bereits im 18. Jahrhundert in Ruinen. Im 19. Jahrhundert wurden die Steine beider Bauten abgetragen und als Baumaterial verkauft. Auf dem Hügel oberhalb des Orts, auf dem ehemals die Burg stand, steht heute ein Calvaire (Kreuz).
- Ein Museum (Maison des Vignerons) zeigt Möbel und Trachten aus der Umgebung.
- Einige Häuser der Jahrhundertwende haben dezente Jugendstilmerkmale.
- Die Église Sainte-Anne ist eine – oberhalb des Orts gelegene – Wallfahrtskirche aus dem 19. Jahrhundert, die im Jahre 1956 mit Fresken zu Themen aus der Apokalypse geschmückt wurde.

## Sonstiges
Im Jahr 1886 hielt sich der französische Romancier Guy de Maupassant für einige Monate in Châtelguyon auf. Ein Jahr später erschien sein Roman Mont Oriol, der in der Gegend spielt.

## Städtepartnerschaft
Châtel-Guyon unterhält eine Städtepartnerschaft mit Montmagny, Québec, Kanada.

## Persönlichkeiten
- Charles Asselineau (* 1820 in Paris; † 1874 in Châtel-Guyon), Schriftsteller, Kunst- und Literaturhistoriker
- Betty Weiss (* 1959 in Châtel-Guyon; † 2009 in Clermont-Ferrand), Sportfunktionärin